# Ludwig Worman
Ludwig Worman (* 1761 in Tinicum, Bucks County, Province of Pennsylvania; † 17. Oktober 1822 in Earl, Pennsylvania) war ein US-amerikanischer Politiker. In den Jahren 1821 und 1822 vertrat er den Bundesstaat Pennsylvania im US-Repräsentantenhaus.

## Werdegang
Ludwig Worman erhielt nur eine eingeschränkte Schulausbildung. Danach absolvierte er eine Lehre im Gerberhandwerk. Im Jahr 1784 zog er nach Earl, wo er eine Gerberei eröffnete. Später schlug er als Mitglied der Föderalistischen Partei eine politische Laufbahn ein.
Bei den Kongresswahlen des Jahres 1820 wurde Worman im siebten Wahlbezirk von Pennsylvania in das US-Repräsentantenhaus in Washington, D.C. gewählt, wo er am 4. März 1821 die Nachfolge von Daniel Udree antrat. Dieses Mandat konnte er bis zu seinem Tod am 17. Oktober 1822 ausüben. Zu diesem Zeitpunkt hatten bereits die Wahlen für die folgende Legislaturperiode stattgefunden, bei denen Worman nicht bestätigt worden war.